# Teena Marie
Mary Christine Brockert (Santa Mónica, California, 5 de marzo de 1956 - Pasadena, California, 26 de diciembre de 2010) más conocida como Teena Marie y apodada Lady T , fue una cantante estadounidense de R&B y Soul, además de guitarrista, compositora y productora. Algunas de sus canciones más famosas son I'm A Sucker For Your Love (con Rick James) (1979), I Need Your Lovin' (1980), Square Biz (1981), Lovergirl (1984) y Ooo La La La (1988), entre otras.
Debido a su potente voz, a menudo fue confundida por el público radial como si fuera una cantante afroamericana, razón por la cual se autodenominó como la "reina del soul blanca" (Ivory Queen of Soul). Tocaba varios instrumentos musicales, como la guitarra rítmica, teclados y congas. Asimismo, escribió, produjo y arregló prácticamente sola, todas sus canciones desde su álbum Irons In The Fire (1980), las cuales han sido sampleadas en numerosas ocasiones por artistas contemporáneos de R&B y hip hop.

## Biografía
Teena Marie, de ascendencia portuguesa, creció en Oakwood, en Los Ángeles, en un ambiente predominantemente afroamericano. Rick James escribió y produjo su primer álbum Wild and Peaceful en 1979. El título I'm Just a Sucker for Your Love, un dueto de ambos, fue un éxito. Dado que no había foto alguna de ella en la portada del álbum, muchos pensaron que se trataba de una cantante de color (de tez morena).
Tras lanzar su cuarto álbum "It Must Be Magic" en 1981, abandona su sello discográfico Motown Records. Esta abrupta salida dio lugar a un juicio en los tribunales, cuyo resultado se denominó "Teena Marie Law" (Ley de Teena Marie): un sello no puede retener a un artista si no se publica nada. Trabajó entonces con el sello Epic Records, con el que siguió cosechando éxitos, tanto álbumes como sencillos.
A finales de los ochenta su popularidad fue a menos, por lo que se retiró del mundo de la música para formar una familia. Tuvo una hija, Alia Rose.
Muchos de sus éxitos fueron versionados en los años 1990 por cantantes de hip hop, como Ooo La La La de Fugees en su éxito Fu-Gee-La (1996), así como I Need Your Lovin de Sheena Easton (2000).
En 2004 Teena Marie volvió a las listas con un álbum nuevo "La Dona", el cual alcanzó el puesto #6 en las listas de popularidad.

### Reconocimiento
En septiembre de 2008 fue una de las nueve artistas que recibió el premio Pioneer Award de la Rhythm and Blues Foundation con sede en Filadelfia. Ese reconocimiento se da por una carrera de casi 30 años que incluyó colaboraciones con gigantes de la industria desde Rick James hasta Smokey Robinson, así como un repertorio en solitario nominado al Grammy.

"Estoy muy, muy emocionada. . .Todos mis ídolos con los que crecí estarán allí", aseguró Teena Marie en una entrevista telefónica.

Los otros galardonados fueron Chaka Khan, Kool & The Gang, Bill Withers, The Whispers, The Funk Brothers, Donny Hathaway, Sugar Pie DeSanto y Al Bell.

### Deceso
Cuando múltiples llamadas de sus familiares no fueron contestadas, los departamentos de Policía y Bomberos de la ciudad fueron alertados. Al día siguiente de Navidad (domingo - 26 de diciembre de 2010) la encontraron, sin vida, en su casa de Los Ángeles, California.
Su gerente, Mike Gardner, confirmó a la cadena de noticias CNN, el fallecimiento de la «reina del soul de marfil», a los 54 años, el cual, al parecer, ocurrió mientras dormía. El comunicado inicial de la Policía de Pasadena destaca que su muerte podría haberse dado por causas naturales.

## Discografía

### Álbumes de estudio
Motown
Wild and Peaceful (1979)
Lady T (1980)
Irons in the Fire (1980)
It Must Be Magic (1981)
Epic
Robbery (1983)
Starchild (1984)
Emerald City (1986)
Naked to the World (1988)
Ivory (1990)

### Bandas sonoras
- Die Goonies  [Song / 14k], 1985
- Top Gun [Song / Lead me on], 1986

### Sencillos
- 1979: "Don't Look Back" - R&B #91
- 1979: "I'm A Sucker For Your Love" - UK #43, R&B #8
- 1980: "Behind The Groove" - UK #6, R&B #21
- 1980: "Can't It Be Love" - R&B #57
- 1980: "I Need Your Lovin'" - US #37, UK # 28, R&B #9
- 1980: "Young Love" -#41 R&B
- 1981: "It Must Be Magic" - R&B #30
- 1981: "Square Biz" - US #50, R&B #3
- 1982: "Portuguese Love" - R&B #54
- 1983: "Fix It" - R&B #21
- 1983: "Midnight Magnet" - R&B #36
- 1984: "Lovergirl" - UK #76, US #4, R&B #9
- 1985: "14k" - R&B #87
- 1985: "Jammin'" - US #81, R&B #45
- 1985: "Out On A Limb" - R&B #56
- 1986: "Lips To Find You" - R&B #28
- 1986: "Love Me Down Easy" - R&B #76
- 1988: "Ooo La La La" - US #85, UK #74 R&B #1
- 1988: "Work It" - R&B #10
- 1990: "Since Day One" - UK #69
- 1990: "Here's Looking At You" - R&B #11
- 1990: "If I Were A Bell" - R&B #8
- 1991: "Just Us Two" - R&B #42
- 2004: "A Rose By Any Other Name" (junto a Gerald Levert) - US #97, R&B #53
- 2004: "Still In Love" - US #70, R&B #23
- 2006: "Ooh Wee" - R&B #32
- 2007: "Do U Feel Me"
- 2009: "Can´t last a day" (feat.Faith Evans)